# Stjepan I. Bánffy
Stjepan I. Bánffy (1267. − 1328.) je bio slavonski ban (ban cijele Slavonije) 1280. godine, član hrvatske plemenitaške obitelji Bánffyja (Banića).
 Od 1278. obitelj nosi pridjevak Lendavski (de Lendwa) nakon što mu je kralj Ladislav dao posjeda u križevačkoj, zaladskoj i šomodskoj županiji.